# 江厦桥
江厦桥是中华人民共和国浙江省宁波市一座跨奉化江桥梁。桥梁为水泥混凝土钢柱桥，载有中山东路，全长136.8米，宽22.5米，于1990年11月18日建成通车，结束了浮桥在宁波使用的历史。

## 建设历程
1981年4月，解放桥永久桥梁建成，原解放桥位置的浮桥（最早为新江桥所使用的浮桥）被迁移到奉化江上，作为非机动车通道，时称“大道头浮桥”。1990年，宁波市42个单位捐献750万元，浮桥位置开始建设永久桥梁。在桥梁建设中，空心预应力大管桩是中国大陆首次在桥梁建设中使用。同年11月18日，经过160天建设，永久桥梁竣工，并被定名为江厦桥。浮桥就此在宁波主要桥梁中消失。